# Sonny Digital
Sonny Corey Uwaezuoke (5 maart 1991, Saginaw), beter bekend onder zijn artiestennaam Sonny Digital, is een Amerikaanse producer, rapper en dj.
Hij kreeg bekendheid na het produceren van YC's hitsingle Racks in 2011. Hij is vooral bekend door zijn productie vanTuesday met Drake, de single van Future Same Damn Time, I'm the Man van 50 Cent en Birthday Song van 2 Chainz. Hij heeft met meerdere hiphopartiesten gewerkt, zoals als Future, Gucci Mane, 2 Chainz, Drake, Chief Keef, 50 Cent en anderen.

## Jeugd
Sonny verhuisde als baby snel naar Atlanta, Georgia. Hij is al vanaf jonge leeftijd bezig met het maken van muziek. Aanvankelijk begon hij met rappen toen hij op school zat, maar hij vond het moeilijk om instrumentale nummers te krijgen om over te rappen. Toen hij 13 was, werd hij door zijn oudere neef beïnvloed om beats te gaan maken. Naast school had Sonny geen andere hobby's zoals sporten of videogames, dus besteedde hij een groot deel van zijn vrije tijd aan het maken van muziek. Sonny liet zich inspireren door de beroemde producers Shawty Redd en Drumma Boy en probeerde aanvankelijk hun geluid te kopiëren terwijl hij beats leerde maken. Uiteindelijk transformeerde zijn productie in zijn eigen stijl.